# Galactophora pumila
Galactophora pumila är en oleanderväxtart som beskrevs av Monachino. Galactophora pumila ingår i släktet Galactophora och familjen oleanderväxter. Inga underarter finns listade i Catalogue of Life.